# تييري إيسييمو
تييري إيسييمو (بالفرنسية: Thierry Issiémou)‏ (مواليد 31 مارس 1983 في ليبرفيل) لاعب كرة قدم غابوني دولي يجيد اللعب في خط الوسط . يلعب حاليا لصالح نادي الاتحاد الرياضي المنستيري التونسي من سنة 2009 .

## روابط خارجية
- تييري إيسييمو على موقع الاتحاد الدولي (مؤرشف)  (الإنجليزية)
- تييري إيسييمو على موقع الاتحاد الأوربي (الإنجليزية)
- تييري إيسييمو على موقع قاعدة بيانات كرة القدم.إي يو (الإنجليزية)
- تييري إيسييمو على موقع ناشيونال فوتبول تيمز (الإنجليزية)
- تييري إيسييمو على موقع Soccerway.com (الإنجليزية)
- تييري إيسييمو على موقع عالم كرة القدم.نت (الإنجليزية)